# Fort 5

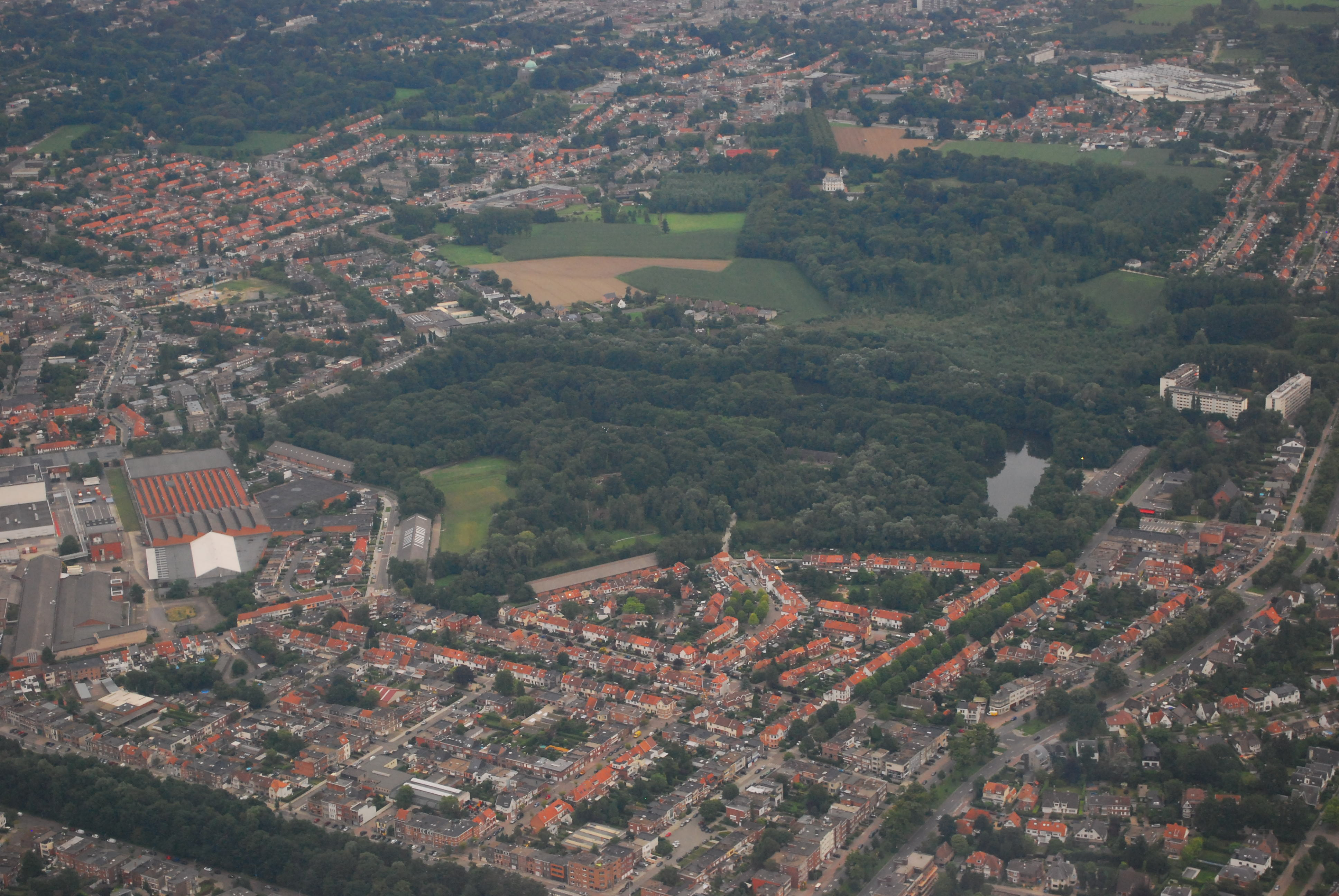
Luchtfoto

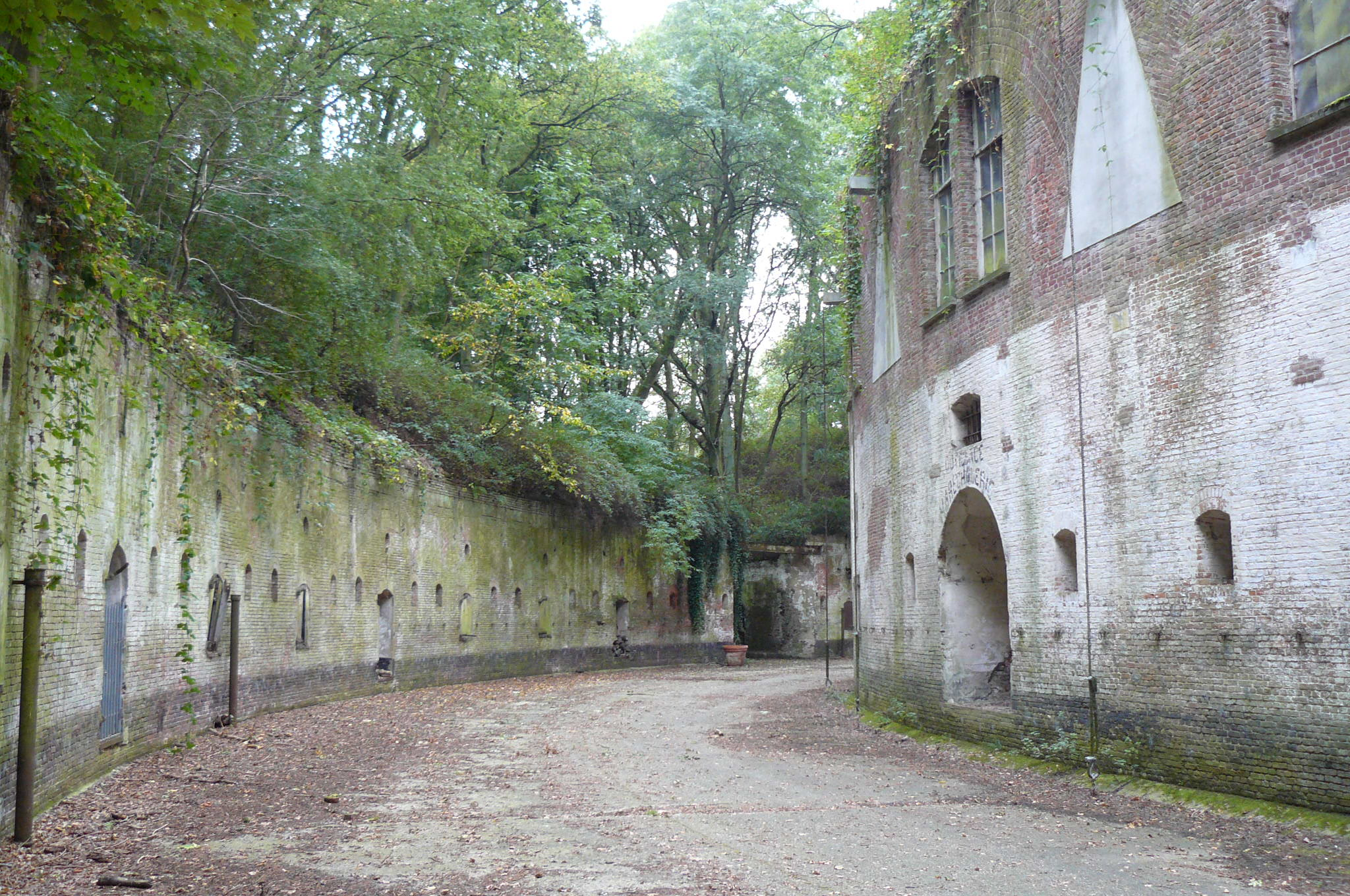
Binnenfort met droge gracht

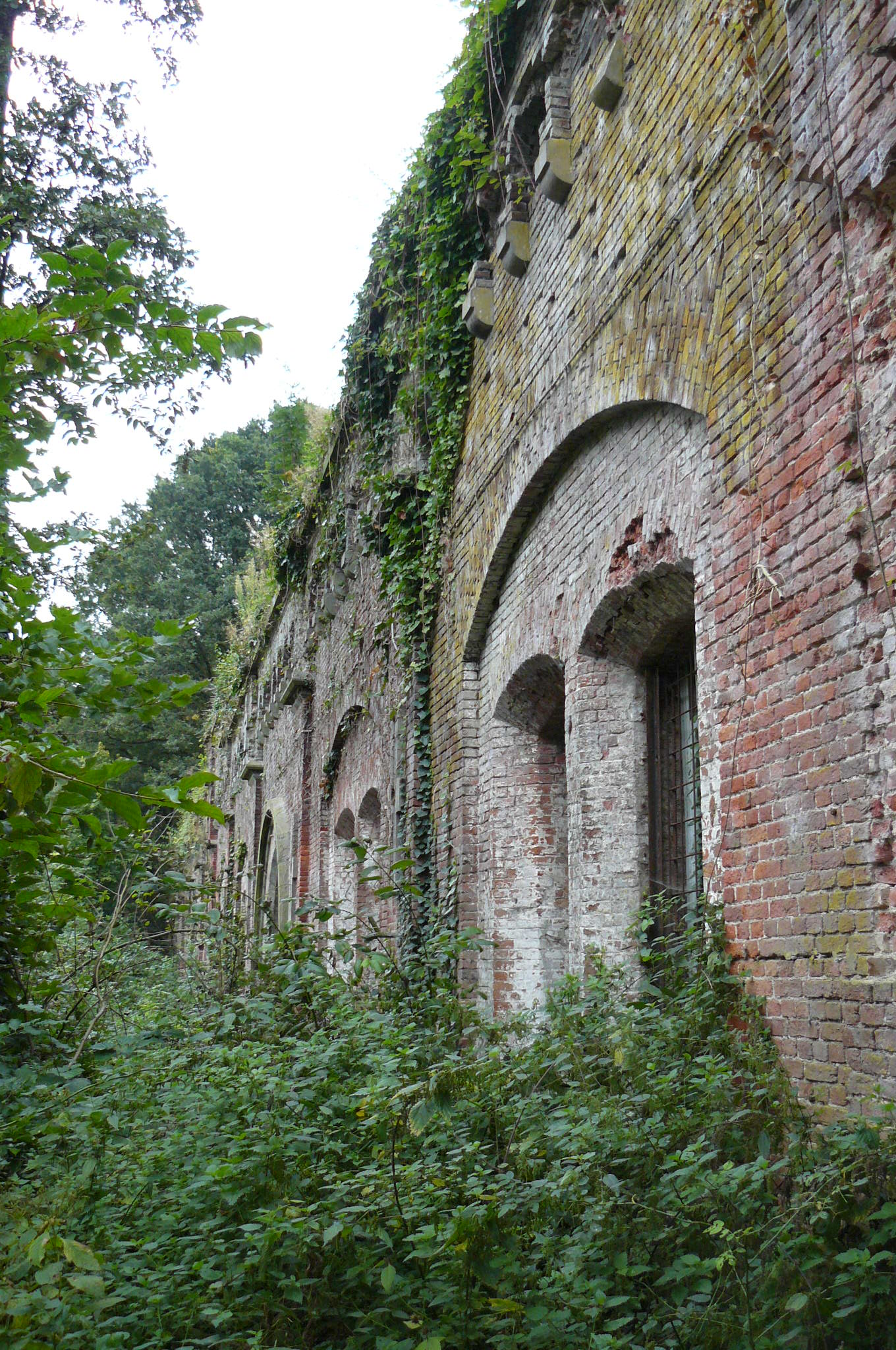
Gevel van het hoofdfrontgebouw

Fort 5 is een fort gelegen in Edegem en onderdeel van de onder Henri Alexis Brialmont gebouwde Brialmontgordel.
Er werd in 1859 aangevangen met de bouw en het werd voltooid in 1864.

## Geschiedenis
De onafhankelijkheid van België hield in dat België neutraal moest blijven. In het geval van een aanval moest het Belgische leger de vijand tegenhouden of vertragen totdat een bondgenoot zou komen helpen. Omdat het Belgische leger niet in staat was om een grootschalige aanval af te slaan, ontstond de behoefte van goed verdedigbare plaatsen in de buurt van strategische punten.
In 1859 werd Antwerpen gekozen als Nationaal Reduit, een plaats waar het veldleger zich kon terugtrekken en verdedigen. Er werd gekozen voor Antwerpen omdat deze stad van nature goed verdedigbaar was en de haven gebruikt kon worden voor de aanlevering van extra troepen. Antwerpen lag ook verder van de potentiële vijanden Frankrijk en Duitsland.
De bouw van de Stelling van Antwerpen werd aangenomen: een verdedigingsgordel bestaande uit o.a. 8 forten rond Antwerpen. Deze forten liepen van Wijnegem (fort 1) tot Hoboken (fort 8). Het ontwerp van de forten was van de toenmalige kapitein, later generaal Brialmont. De forten heten dan ook de Brialmontforten. Elk fort besloeg een oppervlakte van ongeveer 30 hectare. De fortengordel was voltooid in 1864.
Later zou deze verdedigingsgordel verder uitgebreid worden met meerdere sperforten die verder van Antwerpen verwijderd waren. Door de dichte ligging van de Brialmontforten bij Antwerpen en de snelle ontwikkeling van de artillerie, kon de stad namelijk niet meer gevrijwaard worden van vijandelijke bombardementen.

## Gebruik
De inzet van fort 5 in oorlogstijd is beperkt, zoals bij de andere Brialmontforten rond Antwerpen. Toen de forten werden gebouwd, waren ze voorzien om de zwaarste kanonnen uit het tijdperk te weerstaan. Door de snelle ontwikkeling van artillerie, waren de forten echter vrij snel achterhaald en nutteloos.
Voor het uitbreken van de Eerste Wereldoorlog ontwikkelden de Duitsers artillerie waartegen het ongewapende beton en metselwerk van de forten te weinig weerstand kon bieden. Dat was het 30,5 cm Motor-Mðrser M1, afkomstig van Skoda in Oostenrijk. Dit had een voor die tijd zeer hoge doorboring en was gemakkelijk via tractoren te vervoeren. Daarnaast ontwikkelde Krupp een mortier (de Dikke Bertha) met een kaliber van 42 cm die een projectiel van 1000 kg tot 10 km ver kon schieten, ver buiten het bereik van de Belgische artillerie die zich in het fort bevond. Tijdens de Eerste Wereldoorlog werd op 8 oktober 1914 het fort onder vuur genomen door Duitse artillerie. Op 9 oktober gaf het Belgische leger de rechteroever op.
Tussen 1915 en 1918 werden 16 Belgische verzetsstrijders door de Duitse bezetter geëxecuteerd op de schietbaan van het fort.
Nadat was gebleken dat de forten amper ingezet konden worden als verdediging, werden ze na de Eerste Wereldoorlog omgebouwd tot kazernes. Een deel van de gracht van fort 5 werd weggehaald en het fort werd beter toegankelijk gemaakt door o.a. de ophaalbrug weg te halen en er een gewone weg aan te leggen. Andere aanpassingen waren bijvoorbeeld de installatie van grote ramen in het binnenfort.
Tijdens de Tweede Wereldoorlog werd het fort door de Duitsers gebruikt als opslagplaats.

## Heden
Sedert 1977 is fort 5 eigendom van de gemeente Edegem. Fort 5 vormt samen met het domein Hof ter Linden één groot groengebied van bijna 90 ha. Het gemeentebestuur wil met het domein tegemoetkomen aan twee voorname doelstellingen: enerzijds het behouden van een aanzienlijk groengebied (voor natuureducatie en mogelijkheden tot recreatie) aan de rand van de stad Antwerpen en anderzijds het lenigen van de nood aan lokalen voor socioculturele verenigingen en sportclubs. Vanaf 1990 groeide bij het gemeentebestuur ook het besef om de architectuurhistorische aspecten van het domein te herwaarderen en werd het binnenfort gerestaureerd. Sindsdien heeft het Simon Stevin Vlaams Vestingbouwkundig Centrum vzw er haar zetel.
Sinds 2013 heeft het gemeentebestuur de toestemming gegeven aan een lokale initiatiefnemer om in het binnenfort een coworkinglocatie te implementeren, genaamd 'het Bolwerk'. Het doel van dit maatschappelijk initiatief is ondernemerschap stimuleren en zo de lokale economie ondersteunen.
Daar de forten rond Antwerpen een belangrijke overwinteringsplaats zijn voor vleermuizen, werden een aantal onder ze (waaronder fort 5), opgenomen in de habitatrichtlijn.

## Bezoek
Het fort is vrij te bezoeken vanaf 6.45 tot 21 uur. Er zijn vele wandelpaden aangelegd die het zeker de moeite maken om dit fort te bezoeken. De gebouwen van het eigenlijke fort zijn afgesloten en enkel onder begeleiding betreedbaar. De historische gidsen van Erfgoed Edegem verzorgen rondleidingen op het domein. Meer informatie is te vinden op de website van de gemeente Edegem.